# Thorvald Stauning
Thorvald August Marinus Stauning, född 26 oktober 1873 i Köpenhamn, död där 3 maj 1942, var en dansk socialdemokratisk politiker. Han blev 1924 Danmarks första socialdemokratiska statsminister.

## Biografi
Stauning växte upp i ett fattigt arbetarhem i Köpenhamn. Han började arbeta vid sidan av skolgången från tio års ålder. Han blev huvudkassör för Socialdemokratisk Forbund 1898. Han blev invald i Folketinget 1906. Han satt även i Köpenhamns kommunfullmäktige. Han var kontrollminister 1916-1920. Han blev statsminister efter valsegern 1924, men kunde inte genomföra några större reformer då hans regering var en minoritetsregering. Han tvingades att avgå efter valförlusten 1926.
Stauning återkom som statsminister 1929 och kunde då bilda en regering som tack vare stöd från Radikale Venstre hade majoritet i folketinget. Han behöll statsministerposten till sin död 1942. Tillsammans med den radikale utrikesministern Peter Munch genomförde han genomgripande reformer och lade grunden för den moderna danska välfärdsstaten. Vid valet 1935 gjorde socialdemokraterna sitt bästa val någonsin och fick över 46 procent av rösterna.